# St. Justina (Bozen)

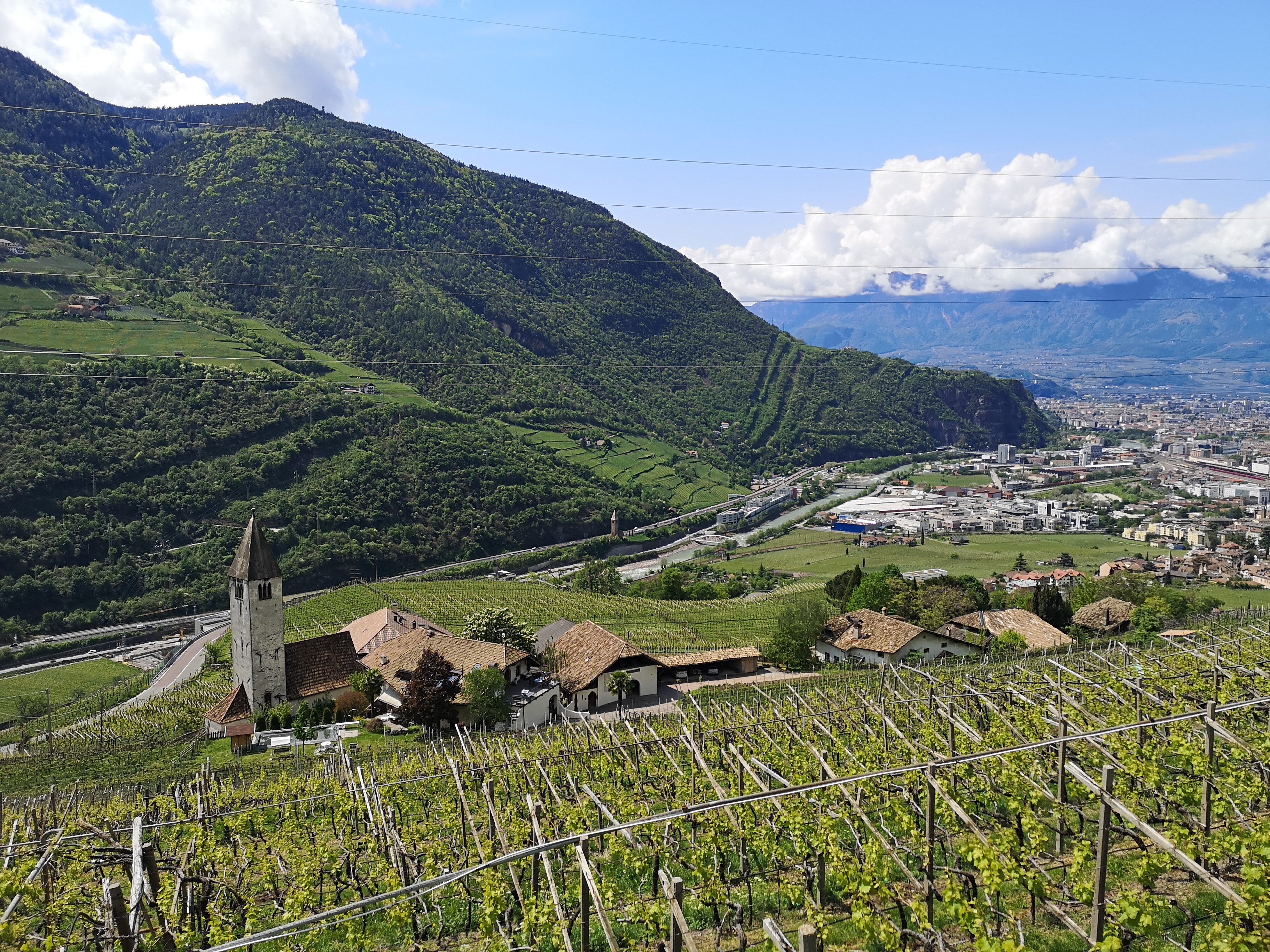
St. Justina von Nordwesten gegen den Kohlerer Berg

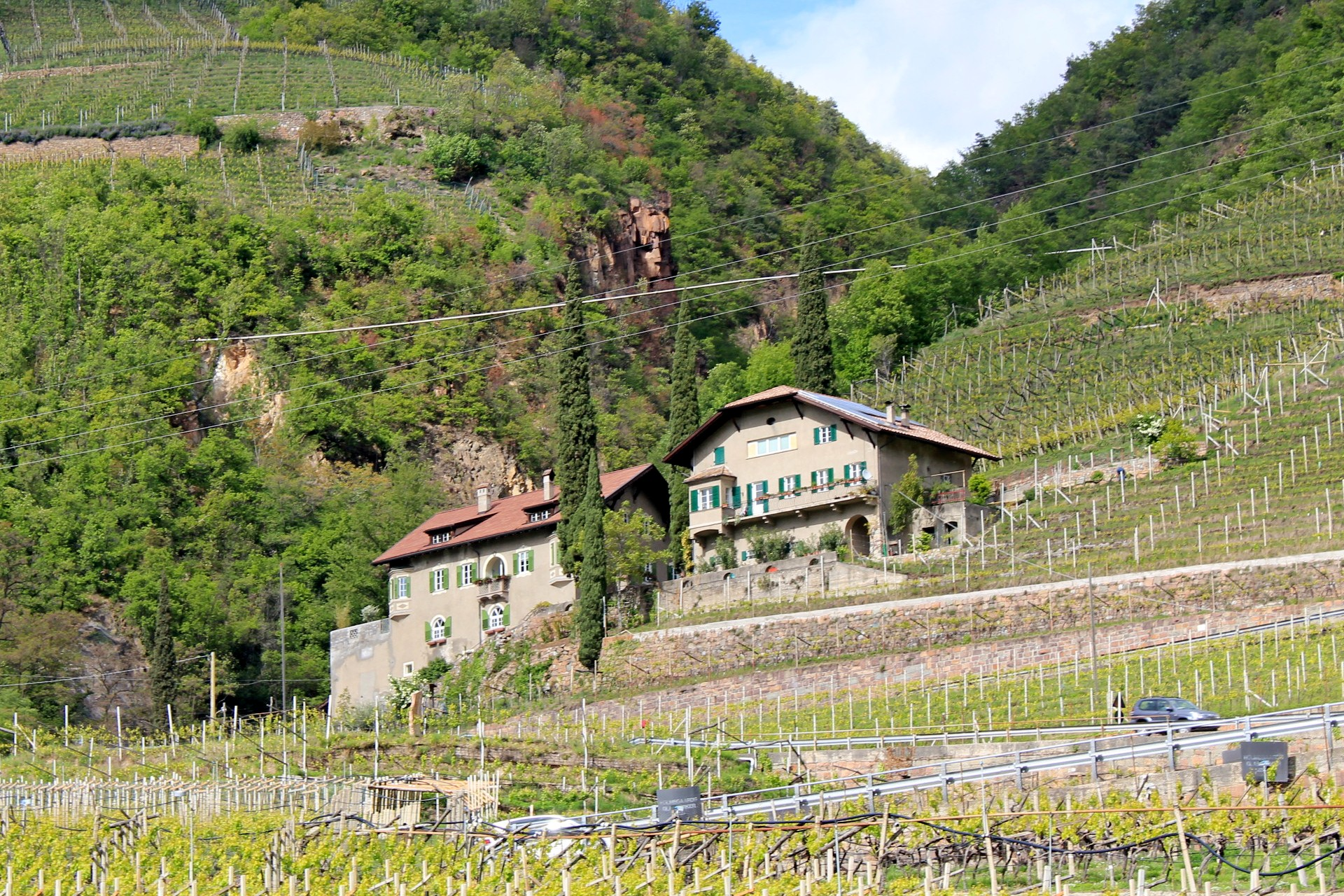
Pitsch am Bach in St. Justina

St. Justina ist ein am nordöstlichen Rand der Stadtgemeinde Bozen gelegener Weiler, der einst Teil der alten Landgemeinde Zwölfmalgreien war. Er befindet sich am unteren Abhang des Rittner Bergs am Übergang vom Eisacktal in den Bozner Talkessel. Er wird westlich vom Rivelaunbach gegen Rentsch und St. Magdalena begrenzt, östlich vom Bozner Leitach, nördlich gegen Signat von der Grenze zur Gemeinde Ritten. 
Die weit verstreute Siedlung trägt ihren Namen vom alten kirchlichen Mittelpunkt St. Justina in Prazöll, einem seit dem frühen 13. Jahrhundert bezeugten Bau. Die Örtlichkeit ist ersturkundlich 1226 bezeugt, als Bischof Gerhard von Trient drei Hofstellen mit Weinbau „in loco de sancta Justina“ zur Leihe ausgab. Im Urbar des Heiliggeistspitals Bozen von 1420 wird die Örtlichkeit als „S. Justein auf Platzol“ (Prazöll) bezeichnet. In der Landgerichtsordnung von Gries-Bozen aus dem Jahr 1487 erscheint mit Ulrich Zwigkh ein eigener Viertelhauptmann „zu sand Justein“, der zugleich als landesfürstlicher Steuereinnehmer fungiert.
St. Justina umfasst zahlreiche verstreute Einzelhäuser und Weinhöfe, darunter Baumann, Braun, Kleinstein, Kohler, Obergansner, Pitsch am Bach, Publitsch, Schwar (Loacker), Stelzeregg, Stieler, Stockhammer, Waldgries und Weißmann.
In der Villa Grünwald verstarb 1926 der hier lebende Maler Albin Egger-Lienz.